# Fall to Pieces (Tricky)
Fall to Pieces è il quattordicesimo album in studio del musicista britannico Tricky, pubblicato nel 2020.

## Tracce
Testi e musiche di Adrian Nicholas Matthews Thaws.
1. Thinking Of (featuring Marta) – 2:11
2. Close Now (featuring Marta) – 1:37
3. Running Off (featuring Oh. Land) – 1:44
4. I'm in the Doorway (featuring Oh. Land) – 2:51
5. Hate This Pain (featuring Marta) – 3:23
6. Chills Me to the Bone (featuring Marta) – 2:16
7. Fall Please (featuring Marta) – 2:27
8. Take Me Shopping (featuring Marta) – 2:44
9. Like a Stone (featuring Marta) – 3:26
10. Throws Me Around (featuring Marta) – 3:15
11. Vietnam (featuring Marta) – 2:28